# 義禁府
義禁府（ウィグムブ）は、李氏朝鮮において、主に王命による特別事件（政治犯や反逆罪など）の捜査・尋問・監獄管理を担当する機関。司法・警察・監察・監獄の機能を兼ねる。
高麗・忠烈王の時に設立される。李成桂が権知高麗国事に即位したことにより、改めて巡軍万戸府を置き、巡綽・捕盗・禁乱などの警察業務を引き受けるようにし、司法権は刑曹で掌握した。
ところが、1394年（太祖3年）に朴威（バクウィ）の不敬罪を刑曹・司憲府と合同で処決して、司法機関としての行跡を残す事となる。その後、刑曹の滞囚を処決するなど機能が拡大強化され、本来の警察業務の他に刑獄も牛耳るようになっていった。

## 概要
取り扱う罪科は、王族の犯罪、国事犯、反逆罪などの大獄のほか、子孫の父祖に対する罪と奴婢の主人に対する罪などの綱常罪や司憲府で摘発した事件、また各機関で判決が長引いた事件などを処決する特別裁判機関でもあった。また死刑罪に対し、禁府三覆之法、三覆啓、いわゆる裁判の三審機関の権限をも継承する。
だが経国大典には警察業務を五衛に渡して義禁府は奉教推鞫だけを承って、王命によってのみ罪人を推鞫する機関と規定している。刑曹、漢城府とともに三法司としている。

## 構成
- 李朝初期

| 官位                        | 官職   | 定数 | 備考 |
| --------------------------- | ------ | ---- | ---- |
|                             | 提調   | 1人  |      |
| 正三品                      | 鎮撫   | 2人  |      |
| 従三品                      | 副鎮撫 | 2人  |      |
| 正四品 従四品               | 知事   | 2人  |      |
| 正五品 従五品 正六品 従六品 | 都事   | 4人  |      |

- 経国大典

| 官位   | 官職   | 定数   | 備考                       |
| ------ | ------ | ------ | -------------------------- |
| 従一品 | 判事   | 1人    | 他の官職との兼職           |
| 正ニ品 | 知事   | 1人    | 他の官職との兼職           |
| 従ニ品 | 同知事 | 2人    | 二人の官職が兼職           |
| 従四品 | 経歴   | <備考> | 経歴、都事、合わせて総十人 |
| 従五品 | 都事   | <備考> | 経歴、都事、合わせて総十人 |
|        | 羅将   | 250人  |                            |

- 続六典･六典条例

| 官位   | 官職     | 定数 | 備考             |
| ------ | -------- | ---- | ---------------- |
| 従一品 | 判事     | 1人  | 他の官職との兼職 |
| 正ニ品 | 知事     | 1人  | 他の官職との兼職 |
| 従ニ品 | 知事     | 2人  | 二人の官職が兼職 |
| 従六品 | 参上都事 | 5人  |                  |
| 従八品 | 参外都事 | 5人  |                  |
|        | 羅将     | 80人 |                  |